# Riccardo Rossi (attore)
Riccardo Rossi (Roma, 24 ottobre 1962) è un attore, personaggio televisivo, comico e conduttore televisivo italiano.

## Biografia
Nato a Roma, inizia la sua carriera partecipando al film College del 1984, seguito da Mamma Ebe del 1985, e Grandi magazzini del 1986. In televisione è comparso anche in molte pubblicità, come quella dei Baci Perugina, dell'acqua Ferrarelle accanto a Natasha Hovey, ed è stato testimonial, insieme a Federica Pellegrini, della compagnia elettrica Enel Energia. È noto per aver interpretato il ruolo di Mazzocchi nella serie TV di Italia 1 I ragazzi della 3ª C, verso il 1986-1987. 
Intraprende inoltre anche la carriera televisiva partecipando a Non è la Rai, in cui interpretava Cenerentola, a Forum e a Buona Domenica, programmi degli anni novanta in onda sulle reti Mediaset. Ha fra l'altro continuato la carriera cinematografica partecipando a diversi film, come S.P.Q.R. - 2000 e ½ anni fa nel 1994. Ha preso parte anche al programma Nessundorma di Rai 2 in qualità di conduttore al fianco di Paola Cortellesi. Nel 2003 Rossi ha condotto pure Assolo, una trasmissione di LA7 dedicata ai comici. Ha condotto in seguito anche i collegamenti esterni a Quelli che il calcio, su Rai 2. 
A teatro ha scritto e interpretato i monologhi Pagine Rossi e il seguito La più bella serata della vostra vita. Da questi spettacoli è stato tratto un libro edito dalla Mondadori: Pagine Rossi. Manuale di sopravvivenza urbana, pubblicato nel 2004. Fra gli altri spettacoli vi sono: Per fortuna che c'è Riccardo del 2006, nel quale raccontava le date che hanno cambiato la storia del mondo, e Stasera a casa Rossi del 2010, dove ogni sera era presente un ospite diverso con il quale Rossi rievocava aneddoti del passato mettendo in scena alcuni dei suoi brani più riusciti. Fra il 2008 e il 2009 è stato ospite fisso del programma radiofonico di Rai Radio 2 Gli Spostati, con il "Gazzettino di Rossi".
È uno degli autori di Fiorello e ha partecipato come ospite fisso al Fiorello Show, in onda su Sky Uno nel 2009-2010. Prosegue quindi la sua carriera di presentatore, e nel 2010 ha sostituito Massimiliano Ossini alla conduzione del quiz Sei più bravo di un ragazzino di 5ª?, in onda su Cielo. Dal 2010 al 2014 è su LA7d nel programma televisivo Cuochi e fiamme, condotto da Simone Rugiati, facente parte della giuria assieme alla critica gastronomica Fiammetta Fadda e alla food blogger Chiara Maci. Nel 2011 conduce su Dove TV Conosco un posticino, programma sulle attrattive turistiche e gastronomiche delle varie regioni d'Italia. Nel 2014 ha scritto, interpretato e diretto il suo primo film che lo vede regista La prima volta (di mia figlia). In teatro ha scritto e interpretato, a partire dal 2014, L'amore è un gambero e, dal 2017, That's Life. seguito da “W le donne” che ha portato in tournée in tutta Italia. A partire dal mese di ottobre 2019 conduce Battute?, nella seconda serata di Rai 2. Ha ideato e condotto per Sky e poi per Rai il programma interamente dedicato all’ascolto della musica  su disco “I miei vinili”
Nel 2022 partecipa alla terza edizione de Il cantante mascherato sotto la maschera del Camaleonte, arrivando terzo.

## Filmografia

### Attore

#### Cinema
- College, regia di Castellano e Pipolo (1984)
- Mamma Ebe, regia di Carlo Lizzani (1985)
- Grandi magazzini, regia di Castellano e Pipolo (1986)
- Italian Fast Food, regia di Lodovico Gasparini (1986)
- A cena col vampiro, regia di Lamberto Bava (1986)
- Quelli del casco, regia di Luciano Salce (1987)
- Le finte bionde, regia di Carlo Vanzina (1989)
- Americano rosso, regia di Alessandro D'Alatri (1990)
- Agosto, regia di Massimo Spano (1992)
- Volevamo essere gli U2, regia di Andrea Barzini (1992)
- Piccolo grande amore, regia di Carlo Vanzina (1993)
- Un mese al lago (A Month by the Lake), regia di John Irvin (1994)
- Cronaca di un amore violato, regia di Giacomo Battiato (1994)
- S.P.Q.R. - 2000 e ½ anni fa, regia di Carlo Vanzina (1994)
- Un delitto esemplare, regia di Pier Belloni (1995)
- Uomini senza donne, regia di Angelo Longoni (1996)
- L'ultimo capodanno, regia di Marco Risi (1998)
- Dio c'è, regia di Alfredo Arciero (1998)
- Il padrone parla francese, regia di Jérôme Lévy (1999)
- Il grande botto, regia di Leone Pompucci (2000)
- Nemmeno in un sogno, regia di Gianluca Greco (2001)
- Passo a due, regia di Andrea Barzini (2005)
- Notte prima degli esami - Oggi, regia di Fausto Brizzi (2007)
- Come tu mi vuoi, regia di Volfango De Biasi (2007)
- Un'estate al mare, regia di Carlo Vanzina (2008)
- Scusa ma ti chiamo amore, regia di Federico Moccia (2008)
- Tutto l'amore del mondo, regia di Riccardo Grandi (2010)
- Nessuno mi può giudicare, regia di Massimiliano Bruno (2011)
- Un matrimonio da favola, regia di Carlo Vanzina (2014)
- La prima volta (di mia figlia), regia di Riccardo Rossi (2015)
- Forever Young, regia di Fausto Brizzi (2016)
- Natale a 5 stelle, regia di Marco Risi (2018)
- Lockdown all'italiana, regia di Enrico Vanzina (2020)

#### Televisione
- I ragazzi della 3ª C – serie TV, 8 episodi (1986-1987)
- A cena col vampiro, regia di Lamberto Bava – film TV (1988)
- Il vizio di vivere, regia di Dino Risi – film TV (1988)
- Il vigile urbano – serie TV (1989-1990)
- Don Matteo – serie TV, 2 episodi (2001; 2003)
- Note d'amore, regia di Daniele Luchetti (2002)
- Tutti pazzi per amore – serie TV, 2 episodi (2008)
- Un medico in famiglia – serie TV, 3 episodi (2011)
- Notte prima degli esami '82, regia di Elisabetta Marchetti – miniserie TV (2011)

### Teatro
- "Pagine Rossi", regia di Cristiano D’Alisera (2002)
- "La più bella serata della vostra vita", regia di Cristiano D’Alisera (2003)
- "Per fortuna che c’è Riccardo", regia di Cristiano D’Alisera (2005)
- "Se stasera sono qui" , regia di Furio Andreotti (2007)
- "Stasera a casa Rossi", regia di Furio Andreotti (2010)
- "Di nuovo a casa Rossi”, regia di Furio Andreotti (2011)
- "Riccardo Rossi show", regia di Furio Andreotti (2012)
- "That’s Life! - Questa è la vita!", regia di Alberto Di Risio (2016)
- "Così Rossi che più Rossi non si può" , regia di Alberto Di Risio (2017)
- "W le donne!£, regia di Cristiano D’Alisera (2018)
- "Volevo fare il musicista", regia di Riccardo Rossi    (2024)

### Regista
- La prima volta (di mia figlia) (2015)

## Televisione
- Non è la Rai (Canale 5, Italia 1, 1992-1993)
- A tutto Disney (Canale 5, 1993-1994)
- Mixer Caro diario (Rai 2, 1994)
- Tivvùcumprà (Rai 3, 1995)
- Fiori d'arancio a Non è la Rai (Italia 1, 1995)
- Buona Domenica (Canale 5, 1995-1996)
- La testata (Rai 3, 1996)
- Forum di sera (Rete 4, 1996-1997)
- Forum (Canale 5, 1996-1999)
- Carràmba che fortuna (Rai 1, 1998-2000)
- Segreti e bugie (Rai 1, 1999)
- Libero (Rai 2, 2001)
- Assolo (LA7, 2003)
- Braccia rubate all'agricoltura (Rai 3, 2003)
- Nessundorma (Rai 2, 2004)
- Fiorello Show (Sky Uno, 2009) - ospite fisso e autore
- Sei più bravo di un ragazzino di 5ª? (Cielo, 2010)
- Conosco un posticino (Dove TV, 2010)
- Cuochi e fiamme (LA7d, 2011-2014, 2017) - giudice
- Edicola Fiore (Sky Uno, 2016) - ospite fisso
- I miei vinili (Sky Uno, 2017-2018; Rai 3, 2018-2019)
- Soliti ignoti - Il ritorno (Rai 1, dal 2018) - ospite ricorrente
- Battute? (Rai 2, 2019)
- AmaSanremo (Rai 1, 2020)
- Una pezza di Lundini (Rai 2, 2020)
- Il cantante mascherato 3 (Rai 1, 2022) - concorrente
- Only Fun – Comico Show (Nove, 2022)
- I vinili di... (Rai 1, 2024)
- Sarabanda Celebrity (Italia 1, 2025)

## Radio
- Chiamami aquila (Rai Radio 2, 2007)
- Vice Radio2 (Rai Radio 2, 25 aprile 2007)
- Gli spostati (Rai Radio 2, 2008-2009)

## Doppiaggio
- Walter Nelson in Minions[3]
- Steve Buscemi in Mercoledì

## Pubblicità
- Baci Perugina (1986)
- Audi 80 (1988)
- Ferrarelle (1994-2000)
- Yoplait
- Topolino
- Enel Energia[senza fonte]

## Opere
- Pagine Rossi. Manuale di sopravvivenza urbana, Segrate, Mondadori, 2004, ISBN 978-88-045-2744-2.
- Alla mia età. Riflessioni di un comico sentimentale, Milano, Dalai Editore, 2010, ISBN 978-88-607-3719-9.
- Così Rossi che più Rossi non si può, Cairo Publishing, 2017, ISBN 978-88-605-2781-3.